# グラム・アザム
グラム・アザム（ベンガル語：গোলাম আযম、1922年11月7日 - 2014年10月23日）は、バングラデシュイスラム協会の元指導者、バングラデシュ政治家、イスラム聖職者である。
1969年から2010年まで同党をリーダーとして率いて、1971年バングラデシュ独立戦争の時、人道に対する殺人・強盗・強姦・集団虐殺を犯した。2013年、禁錮90年の判決を下された。翌2014年、脳梗塞によって死去した。